# Добриловић
Добриловић је српско и црногорско презиме. Припада групи презимена са наставком -овић. Добриловићи порекло воде из Црне Горе.
Носиоци овог презимена данас живе у Пиви, Никшићу, Подгорици, Херцег Новом, Дервенти, Сокоцу, Лозници, Вуковом Тршићу, Врбасу, Бачком Добром Пољу.
Из овог братства је и познати српски јунак Стојан Чупић (Змај од Ноћаја), који је опеван у народним песмама.

## Порекло
Носиоци овог презимена корене вуку из Пиве (село Пишче на Пивској планини) или Бањана (Дробњаци), северни део данашње Црне Горе, а некадашње Старе Херцеговине. Православне су вероисповести и углавном славе Светог Јована (20. јануар), Светог Стефана (9. јануар). и Светог Ђорђа (6. мај). Из Црне Горе, под овим или другим презименом, расељавали су се у Србију, Босну и Херцеговину и на северозапад до Истре. Пошто славе различите славе не може се са сигурношћу тврдити да су истог порекла.
Академик Обрен Благојевић у својој књизи о Пиви записао је: „По једнима они су од Браниловића, а други кажу да је неки Браниловић нашао мушко дијете, усвојио га и подигао, па да су Добриловићи од њега”.